# Salomonsvliegenvanger
De salomonsvliegenvanger (Petroica polymorpha) is een zangvogel uit de familie Petroicidae (Australische vliegenvangers). In 2023 afgesplitst van de karmijnvliegenvanger (Petroica pusilla).

## Verspreiding en leefgebied
Deze soort komt voor in de bergen van de Salomonseilanden en telt vier ondersoorten: 
- P. p. septentrionalis Mayr, 1934: Bougainville (noordelijk Salomonseilanden)
- P. p. kulambangrae Mayr, 1934: Kolombangara (westelijk-centrale Salomonseilanden)
- P. p. dennisi Cain & Galbraith, ICJ, 1955: Guadalcanal (zuidelijk Salomonseilanden)
- P. p. polymorpha Mayr, 1934: Makira (zuidoostelijke Salomonseilanden)

## Status
De salomonsvliegenvanger komt niet als aparte soort voor op de lijst van het IUCN, maar is daar (nog) een ondersoort van de karmijnvliegenvanger (Petroica pusilla).